# Óscar Fernández
Óscar Daniel Fernández Novoa, noto semplicemente come Óscar Fernández (21 agosto 1998), è un giocatore di calcio a 5 venezuelano.

## Carriera

### Club
Fernández ha debuttato, non ancora maggiorenne, nei Llaneros per poi trasferirsi al Portuguesa con cui vince due campionati venezuelani. Nel 2017 è passato ai Trujillanos con cui conquista il campionato nazionale Under-20 di cui è stato, inoltre, il capocannoniere. Gioca in seguito per il Delta te Quiero prima di trasferirsi, nel 2019, al Barracas Central, militante nel campionato argentino di calcio a 5.

### Nazionale
Già convocato dalla nazionale maschile under 20 di calcio a 5 del Venezuela, con cui ha partecipato al campionato sudamericano 2018, Fernández ha disputato, con la nazionale maggiore, la Copa América 2022.

## Palmarès
- Campionato venezuelano: 2
Portuguesa: 2016 (A), 2017 (A)